# Il delitto di Thérèse Desqueyroux
Il delitto di Thérèse Desqueyroux (Thérèse Desqueyroux) è un film del 1962 diretto da Georges Franju.

## Riconoscimenti
- 23ª Mostra internazionale d'arte cinematografica di Venezia
  - Coppa Volpi per la migliore interpretazione femminile (Emmanuelle Riva)